# 전창근 (영화 감독)
전창근(全昌根, 1908년 1월 18일 ~ 1973년 1월 19일)은 일제강점기와 대한민국의 연극인이며 대한민국의 영화 감독 겸 영화배우이다.

## 생애
함경북도 회령군 출생이다. 22살에 상하이의 대중화백합영편공사에 입사해 안중근의 일대기를 담은 <애국혼>(정기탁)의 각본을 편집하였다. 윤백남이 운영하던 윤백남프로덕션을 통해 1935년 신인으로 발탁되어 《개척자》에 출연하면서 영화계에 처음 모습을 드러냈다. 이때 배우와 조감독을 겸했다가 어머니의 심한 반대로 촬영 분량을 삭제하고 영화 출연을 포기해야 했다.
이후 상하이로 떠나 1937년 말에 귀국할 때까지 조선 영화계에서는 오랜 공백 기간을 가졌다. 상하이에서는 1936년 무렵부터 영화계에 투신하여 《양자강》(1937)의 각본과 주연을 맡는 등 활발한 활동을 펼쳤다. 전창근과 정기탁, 김일송 등은 함께 일하며 이른바 영화계 상하이파를 형성했다.
상하이사변으로 귀국한 뒤 고려영화협회에 입사하여 영화 《복지만리》를 준비했다. 1938년부터 3년에 걸쳐 완성한 대작이었다. 전창근은 1941년 개봉한 이 영화의 시나리오를 쓰고 연출해 영화 감독으로 데뷔했다. 전창근 자신이 주연 배우로도 출연했는데, 만주를 배경으로 조선인 이민자들의 삶을 그린 일종의 국책 영화이다. 《복지만리》 촬영 과정에서 조선 영화 최초로 콘티가 도입되었다는 유장산의 증언이 있다. 전창근은 이 영화가 상영되자마자 배일사상(排日思想)을 담은 영화라 하여 100일 동안 옥고를 치렀다.
이후 1940년대에는 심영 등과 함께 극단 고협을 창설한 뒤, 친일 연극의 희곡을 쓰고 연출하기도 했다. 이 때문에 2008년 민족문제연구소가 선정한 친일인명사전 수록예정자 명단 연극/영화 부문에 포함되어 있다. 고협은 조선총독부가 결성한 조선연극협회에 가입하여 친일 연극을 순회 공연하였으며, 전창근은 자신과 임선규, 함세덕, 송영, 이서향 등이 쓴 친일 희곡을 연출해 무대에 올렸다.
광복 후 1946년 영화감독구락부에 참가하는 등 우익 계열 영화인으로 분류 되었고, 고려영화사에 가담하여 최인규의 《자유만세》에는 각본과 주인공으로 참여 한 것을 시작으로 영화계로 돌아와 1960년대 말까지 영화 감독과 시나리오 작가, 배우로 다시 활발히 활동했다.
《마의태자》(1956), 《단종애사》(1956), 《삼일독립운동》(1959), 《고종황제와 의사 안중근》(1959), 《아 백범 김구선생》(1960) 등 역사적 사건을 소재로 한 사극이나 시대극을 즐겨 연출했다. 《자유만세》 이후 배우로서 주로 맡은 배역은 독립군 역이었다. 《단종애사》에서는 엄앵란을 발굴해 데뷔시키기도 했다. 마지막 연출작은 미국의 차이나타운을 소재로 한 《차이나타운 (아메리카의 중국인)》(1963)이다.

## 같이 보기
- 복지만리

## 참고 자료
- 강옥희,이영미,이순진,이승희 (2006년 12월 15일). 《식민지시대 대중예술인 사전》. 서울: 소도. 312~315쪽쪽. ISBN 978-89-90626-26-4.